# Фосампренавір
Фосампренавір (міжнародна транскрипція FPV) — синтетичний противірусний препарат з групи інгібіторів протеази для прийому всередину. Фосампренавір розроблений компанією «GlaxoSmithKline», та уперше допущений до застосування Європейським агентством з лікарських засобів у 2004 році.

## Фармакологічні властивості
Фосампренавір — синтетичний противірусний препарат з групи інгібіторів протеази, що є метаболічним попередником ампренавіру. Механізм дії препарату полягає в утворенні активного метаболіту — ампренавіру, який інгібує активний центр ферменту вірусу ВІЛ — протеази, порушує утворення вірусного капсиду та пригнічує реплікацію вірусу ВІЛ з утворенням незрілих вірусних частинок, що не можуть інфікувати клітини організму. До ампренавіру чутливі виключно віруси ВІЛ-1 та ВІЛ-2.

### Фармакокінетика
Фосампренавір при прийомі всередину відносно швидко всмоктується, після першого проходження через печінку перетворюється на ампренавір та фосфорну кислоту, максимальна концентрація ампренавіру в крові досягається в середньому протягом 78 хвилин. Біодоступність препарату при пероральному прийомі не досліджена. Препарат добре зв'язується збілками плазми крові. Ампренавір погано проникає через гематоенцефалічний бар'єр. Препарат проникає через плацентарний бар'єр та виділяється в грудне молоко. Ампренавір метаболізується в печінці, виводиться з організму переважно з калом (75%), частково виводиться нирками (14%) у вигляді неактивних метаболітів. Період напіввиведення препарату (по ампренавіру) становить в середньому 7,7 години, цей час може змінюватися при печінковій недостатності.

## Показання до застосування
Фосампренавір застосовується для лікування інфекції, спричиненої вірусом ВІЛ-1 та ВІЛ-2 у складі комбінованої терапії у дорослих. Монотерапія препаратом не застосовується у зв'язку з швидким розвитком резистентності вірусу ВІЛ до препарату.

## Побічна дія
При застосуванні фосампренавіру найчастішим побічним ефектом є висипання на шкірі, що спостерігаються у 12—33% випадках застосування препарату, важкі шкірні висипання спостерігаються нечасто (менше 1% випадків), синдром Стівенса-Джонсона, набряк Квінке та анафілактичний шок спостерігаються рідко (0,01—0,1%); дуже часто (більше 10%) спостерігається гіперхолестеринемія, часто (1—10%) гіпертригліцеридемія та підвищення активності амінотрансфераз в крові (6—8% випадків значного підвищення). Дуже часто спостерігаються побічні ефекти з боку травної системи (до 40% випадків застосування, важкого ступеня спостерігались у 5—10% випадків) — нудота, блювання, біль в животі; рідше спостерігалися діарея та метеоризм. Серед побічних ефектів з боку нервової системи часто (1—10%) спостерігалися головний біль та парестезії в ділянці рота. Нечасто (0,1—1%) спостерігається побічна дія у вигляді інфаркту міокарду, частіше на фоні гіперхолестеринемії. Серед інших побічних ефектів часто (1—10%) спостерігається підвищена втомлюваність, решта побічних ефектів (сечокам'яна хвороба, гіперглікемія, ліподистрофія, міалгія, міозит, рабдоміоліз, збільшення частоти кровотеч у хворих гемофілією) спостерігаються нечасто. Під час проведення комбінованої антиретровірусної терапії у хворих зростає імовірність лактатацидозу, остеонекрозу, гепатонекрозу. При проведенні ВААРТ у хворих зростає імовірність розвитку серцево-судинних ускладнень, гіперглікемії та гіперлактемії. Під час проведення ВААРТ зростає імовірність синдрому відновлення імунної системи із загостренням латентних інфекцій.

## Протипокази
Фосампренавір протипоказаний при підвищеній чутливості до препарату та ампренавіру, при вагітності та годуванні грудьми. Препарат не застосовується дітям молодшим 2 років та особам, старшим за 65 років. З обережністю препарат застосовується при печінковій недостатності. Препарат не застосовується разом із астемізолом, цизапридом, терфенадином, мідазоламом, пімозидом, бепридилом, аміодароном, алкалоїдами ріжків, пропафеноном, рифампіцином, симвастатином, силденафілом, алфузозином, ловастатином, делавірдином, препаратами звіробою.

## Форми випуску
Фосампренавір випускається у вигляді таблеток по 0,7 г та суспензії для прийому всередину по 225 мл у концентрації 50 мг/мл.